# Bernard Baudoux
Bernard Baudoux   (Soissons, 31 de maig de 1928 - Montsegur, 11 d'abril de 2024) és un tirador d'esgrima francès, ja retirat, especialista en floret, que va competir durant la dècada de 1950.
El 1956 va prendre part en els Jocs Olímpics d'Estiu de Melbourne, on guanyà la medalla de plata en la competició de floret per equips del programa d'esgrima.
En el seu palmarès també destaquen tres medalles al Campionat del Món d'esgrima, una d'or, una de plata i una de bronze, en les edicions de 1957 i 1958.